# Trigonopeplus bispecularis
Trigonopeplus bispecularis là một loài bọ cánh cứng trong họ Cerambycidae.